# Agrostis pungens
Agrostis pungens é uma espécie de gramínea do gênero Agrostis, pertencente à família Poaceae.